# Psychotria inaequifolia
Psychotria inaequifolia är en måreväxtart som beskrevs av Johannes Müller Argoviensis. Psychotria inaequifolia ingår i släktet Psychotria och familjen måreväxter. Inga underarter finns listade i Catalogue of Life.